# Rayman Origins
Rayman Origins is een platformspel voor de PlayStation 3, Wii, Xbox 360, PlayStation Vita, Nintendo 3DS en Windows. Het kwam in Noord-Amerika uit op 15 november 2011, op 24 november 2011 in Australië en 25 november 2011 in Europa.

## Verhaal
In the Glade of Dreams zijn Rayman, zijn vriend Globox en de Teensies aan het verpozen op een boom. Ineens begint de boom te trillen en er verschijnen kwaadaardige Darktoons. Rayman, Globox en de Teensies worden gevangengenomen. Als ze ontsnappen begint het spel.

## Spelverloop
De gameplay is 2D. Het spel kan met vier spelers worden gespeeld (behalve op de Nintendo 3DS-versie). In de multiplayer kan men kiezen uit Rayman, Globox of de Teensies, en elke speler heeft speciale trucs. Zo kan men rennen, vliegen en duiken.

## Personages
- Rayman
- Globox
- Teensies
- Bubble Dreamer
- Betilla

## Platforms
| Jaar | Platform                       |
| ---- | ------------------------------ |
| 2011 | PlayStation 3, Wii, Xbox 360   |
| 2012 | Nintendo 3DS, PS Vita, Windows |
| 2013 | Macintosh                      |

## Ontvangst
| Beoordeeld door  | Platform      | Datum            | Score |
| ---------------- | ------------- | ---------------- | ----- |
| Joystiq          | Xbox 360      | 10 november 2011 | 100%  |
| XboxAddict       | Xbox 360      | 2 december 2011  | 97%   |
| GameFocus        | Xbox 360      | 9 december 2011  | 95%   |
| IGN              | Windows       | 29 maart 2012    | 95%   |
| ComputerGames.ro | Windows       | 23 april 2012    | 92%   |
| @Gamer           | Xbox 360      | november 2011    | 90%   |
| JeuxActu         | PlayStation 3 | 24 november 2011 | 85%   |
| JeuxVideoPC.com  | PlayStation 3 | 21 november 2011 | 85%   |
| videogamer.com   | PlayStation 3 | 10 november 2011 | 80%   |
| Jeuxvideo.fr     | Nintendo 3DS  | 18 juni 2012     | 70%   |